# Џејмспорт (Њујорк)
Џејмспорт (енгл. Jamesport) насељено је место без административног статуса у америчкој савезној држави Њујорк.

## Демографија
По попису из 2010. године број становника је 1.710, што је 184 (12,1%) становника више него 2000. године.
| Група             | 2000.         | 2010.         |
| Белци             | 1.406 (92,1%) | 1.530 (89,5%) |
| Афроамериканци    | 9 (0,6%)      | 18 (1,1%)     |
| Азијати           | 8 (0,5%)      | 7 (0,4%)      |
| Хиспаноамериканци | 97 (6,4%)     | 142 (8,3%)    |
| Укупно            | 1.526         | 1.710         |